# Kamelancien
Kamelancien, noto anche come Kamelanc', pseudonimo di Kamel Houari (Le Kremlin-Bicêtre, 13 maggio 1980), è un rapper francese di origine oujda marocchina.

## Biografia
Kamelancien è cresciuto a Le Kremlin-Bicêtre nella banlieue parigina.
Figlio di immigrati marocchini della regione di Oujda, Kamel è appassionato di rap dal 1993, prima come dilettante, poi iniziando a produrre la sua musica. Era il modo migliore per lui di esprimere le sue emozioni e sentimenti. Molto prima della sua passione per il rap, i giovani del suo quartiere lo soprannominavano già "il vecchio" perché era il soprannome del fratello maggiore prima di lui, e perché essendo povero portava sempre gli stessi abiti strappati e antiquati. Kamel ha sei fratelli e sorelle: Abdellah, Mohamed, Yahia, Ahmed, Malika e Ibrahim

### Inizio musicale e seguito
Nel 1993 inizia la sua prima esperienza rap con la crew Main de Maître.
Nel 2003, Kamelancien è diventato conosciuto per la prima volta. Con Ikbal (il fratello di Rohff) e altri rapper del dipartimento della Valle della Marna, è stato in grado di inserire una traccia sul progetto Talents Fâchés intitolata Rap 2 Bin Laden.
Rohff ha preso in simpatia lo stile rap di Kamelancien e gli ha chiesto di apparire in progetti di noti rapper come Sefyu, Alibi Montana e altri. In quel momento, Rohff ha sostenuto il suo protetto e voleva registrare un album in formato crew con lui e Kalusha. L'album non è mai stato però pubblicato.
Nel 2006 ha pubblicato il suo CD Street con un riassunto della sua carriera. Il CD Street conteneva 40 canzoni ed era la preparazione per il suo primo album.
Il 5 febbraio 2007, Kamelancien ha pubblicato l'album Le Charme en personne attraverso Nouvelle Donne Music. Nonostante il boicottaggio di diverse stazioni radio, è stato venduto oltre 25.000 volte. C'erano guest nella ri-versione rilasciata alla fine di ottobre 2007. Tra le altre cose, c'erano quattro nuovi pezzi, uno con Kery James e un DVD live.
Il 16 giugno 2008 è uscito il suo secondo album con il titolo Le Frisson de la vérité, con molte collaborazioni musicali con artisti come Zaho, Leslie, Kery James, Cheb Tarik, Jango Jack e altri.
Il 16 marzo 2009 è uscito Le deuxieme Frisson de la vérité, una nuova edizione del secondo album con DVD bonus. Nella re-versione della collaborazione con Zaho c'è anche un remix.

## Discografia

### Album
- 2007 – Le charme en personne
- 2008 – Le frisson de la vérité
- 2013 – Coupé du mond (come Kamelanc')
- 2015 – Le cœur ne ment pas

### Mixtape
- 2006 – Ghettographie
- 2009 – Ghettographie II

### Singoli
- 2013 – Sans toi (con Sarah Riani)

collaborazioni
- 2011 – Vécu (con La Fouine)